# (9565) Tikhonov
(9565) Tikhonov est un astéroïde de la ceinture principale.

## Description
(9565) Tikhonov est un astéroïde de la ceinture principale. Il fut découvert le 18 septembre 1987 à Nauchnyj par Lioudmila Tchernykh. Il présente une orbite caractérisée par un demi-grand axe de 2,34 UA, une excentricité de 0,13 et une inclinaison de 6,3° par rapport à l'écliptique.

## Compléments